# Macroglossum albolineata
Macroglossum albolineata là một loài bướm đêm thuộc họ Sphingidae, chi Macroglossum.